# سیارک ۱۹۳۷۹
سیارک ۱۹۳۷۹ (به انگلیسی: 19379 Labrecque، نامگذاری:1998BR7) نوزده هزار و سیصد و هفتاد و نهمین سیارک کشف شده‌است که در ۲۴ ژانویه ۱۹۹۸ کشف شد.
قدر مطلق سیارک برابر ۱۳٫۹۰ است.